# Palau dels Peris
Palau dels Peris és un edifici d'Alcanar inclòs a l'Inventari del Patrimoni Arquitectònic de Catalunya.

## Descripció
L'habitatge fa cantonada entre la carretera Nova i el carrer Ramón y Cajal. A banda de l'edifici hi ha un jardí al darrere amb accés directe des del segon carrer esmentat.
La façana presenta, a la planta baixa, dues portes i tres finestretes enreixades amb llindes. Al primer pis, l'únic, s'hi obren sis finestrals molt alts essent el principal -amb llinda- un balcó emmarcat amb pedra. La resta empren l'arc escarser com a element definitori, tenen ampits i l'intradós refet fa poc.
El mur és de maçoneria sense arrebossar, amb carreus de pedra a la cantonera, petites finestres a la planta baixa i a la principal de la façana. Al mur lateral hi ha quatre finestrals del mateix tipus i la banda posterior presenta la mateixa distribució que la façana.
L'accés al jardí des del lateral està protegit per un porxo amb barana balustrada que té restes de decoració floral.
Actualment a la banda sud de la casa, cara a la carretera, s'hi ha construït un cos de totxo amb estructura de torre merletada.

## Història
Segons Matamoros, l'edifici el feu construir Juan Caballero cap al 1730. Aquest era fill del sevillà Sebastián Rodrigo Caballero Enríquez de Gumar, capità general de València, i dirigí i presentà el projecte (frustrat) de la nova vila de Sant Felip.
El 1776, hi ha documentada una capella dedicada a la Santíssima Trinitat al recinte de la casa d'Agustí Caballero, i un fill de Juan es deia Agustí i era agregat de la parròquia d'Alcanar.